# Березники (Гагинский район)
Березники́ — село в Гагинском районе Нижегородской области. Входит в состав Юрьевского сельсовета.
В селе расположено отделение Почты России (индекс 607859).